# Dobropillea, Hola Prîstan
Dobropillea (în ucraineană Добропілля) este localitatea de reședință a comunei Dobropillea din raionul Hola Prîstan, regiunea Herson, Ucraina.

## Demografie
Componența lingvistică a localității Dobropillea
     Ucraineană (89,74%)
     Rusă (9,32%)
Conform recensământului din 2001, majoritatea populației localității Dobropillea era vorbitoare de ucraineană (89,74%), existând în minoritate și vorbitori de rusă (9,32%).